# Ricardo Mella
Ricardo José Clemente Mella Cea (Vigo, 23 de noviembre de 1861-Vigo, 6 de agosto de 1925) fue uno de los principales escritores, intelectuales y activistas libertarios de finales del siglo XIX y principios del siglo XX en España. Se caracterizó por ser un estudioso de variados temas y de idiomas, dominando el inglés e italiano.

Es considerado, con razón, como el más profundo, el más penetrante, el más lúcido de los pensadores anarquistas españoles. Sus escritos, todos concisos, cortos en dimensión, lo equiparan a los mejores teóricos del anarquismo internacional.
Federica Montseny

Unido a su compañera, la profesora e institutriz, Esperanza Serrano Oteiza, traerían al mundo la estirpe Mella Serrano: Ricardo, Alianza, Alberto, Esperanza, Raúl, Urania, Alba, Flora, Luz, Alicia, Mario y Jorge. 

## Biografía

### Juventud
Ricardo Mella Cea nació en la Cruz Verde (Vigo), donde cursó sus estudios primarios. Hijo de Dolores Cea Fernández y José Mella Buján, sombrerero y militante del republicanismo federal que influyó a su hijo mayor Ricardo en el respeto por los ideales republicanos y democráticos y admiración por Francisco Pi y Margall. A los veinte años de edad, ingresó en el Partido Republicano Democrático Federal, convirtiéndose en su secretario, y destacando ya en su defensa del estatuto republicano federalista, contemplando la autonomía política y administrativa de Galicia.
Trabajó durante su juventud en una agencia marítima de su Vigo natal, que estaba experimentando en aquellos momentos una transformación y expansión considerable como ciudad portuaria y mercantil, pero aun así las deficientes condiciones de subsistencia en Galicia condenaban a los obreros a emigrar. Durante esta época inició su profesión periodística colaborando con el bisemanario La Verdad, periódico portavoz del sector más extremo del republicanismo que contemplaba de raíz la lucha del proletariado gallego, denunciando la política caciquil que se dejaba sentir en Galicia. El carácter acerado y polémico de sus intervenciones le valió una causa por injurias (junto con los directores de El Anunciador de Pontevedra y La Concordia de Vigo) del marqués José Elduayen, político canovista y representante local del poder central conservador de Sagasta; a raíz de una denuncia de Mella sobre un presunto desfalco en el Banco de España, del que el marqués había sido director. En abril de 1881 fue condenado por la Audiencia Provincial a 4 años y 3 meses de destierro y multa de 625 pts., posteriormente conmutada a 3 años y 7 meses y 200 pts. de multa en noviembre de 1882.
Fundó en Vigo La Propaganda, publicación federalista de carácter marcadamente obrerista que se mantuvo durante cuatro años, de 1881 a 1885. El periódico fue presentado en el congreso sindical de Barcelona de 1881 en el que se constituyó la Federación de Trabajadores de la Región Española (FTRE) tras la disolución de la Federación Regional Española, y cuyos planteamientos fueron seguidos con entusiasmo por Mella. Pocos días antes de recibir su condena, asistió en Sevilla al Segundo congreso de la Federación (24 a 26 de septiembre de 1882), donde entró en contacto con el editor de La Revista Social, Juan Serrano Oteiza, conocido y célebre anarquista de Madrid y con Antoni Pellicer, miembro directivo del comité federal.

Acaba de ser revocada en la Audiencia de La Coruña la sentencia del Juzgado de Primera Instancia de esta ciudad 
en causa seguida a petición de José Elduayen, ex diputado y ex ministro, y condenado a cuatro años y tres meses de destierro y multa de 625 pesetas nuestro estimado compañero en la prensa, don Ricardo Mella, director de La Propaganda.
La Revista Social, 1882

### Destierro

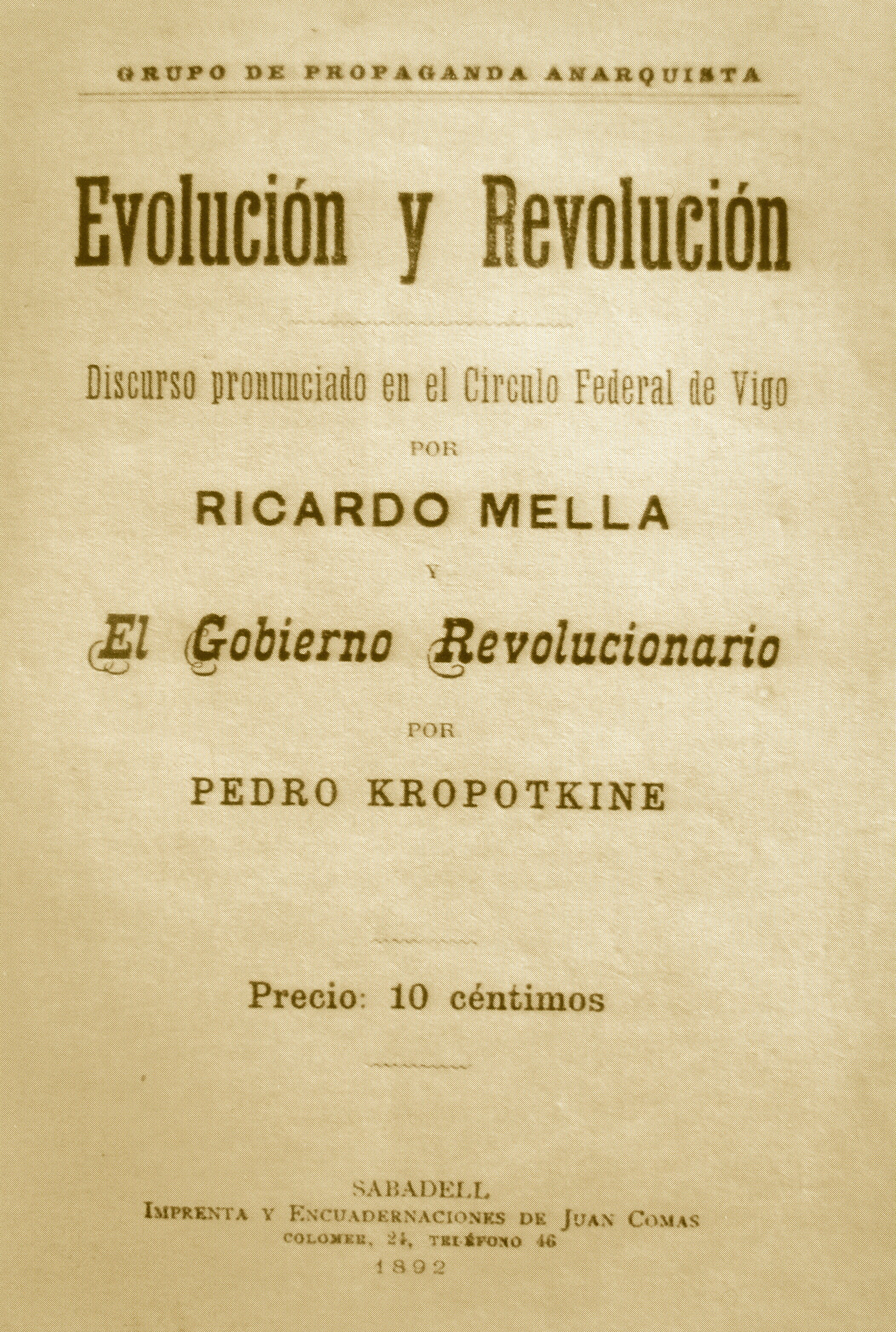
Discurso en el Círculo Federal de Vigo.

Se trasladó a Madrid a finales de 1882 para cumplir la condena de destierro impuesta y renovó el contacto con Juan Serrano; casándose más tarde con la hija de este Esperanza Serrano Rivera, con la que tuvo doce hijos. Es en esta época, 1884, cuando tradujo el libro Dios y el Estado de Bakunin, colaborando con La Revista Social, con la publicación mensual Acracia (subtitulada Revista Sociológica) y con el periódico barcelonés El Productor (subtitulado el Periódico Anarquista) dirigidos por Antoni Pellicer, Rafael Farga i Pellicer y Anselmo Lorenzo.

Era federal a los 22 años, la Revista Social me decidió por el anarquismo.
Ricardo Mella, La Revista Blanca, 1902.

Estudió topografía, ganando una oposición y trasladándose a Andalucía para ejercer su actividad profesional, en donde tomó contacto con los ambientes libertarios de la época, que se oponían al latifundismo al que estaban sometidos los campesinos; de ellos tomó su gran capacidad de propaganda y rechazó la violencia. Durante su estancia en Sevilla fundó diversos periódicos, entre ellos La Solidaridad en 1888. Acude en esta época al I y II Certamen Socialista (Reus, 1885, Barcelona 1889), con 8 trabajos, todos ellos premiados: El problema de la emigración en Galicia; Diferencias entre el comunismo y el colectivismo; La anarquía: su pasado, su presente y su porvenir; Breves apuntes sobre las pasiones humanas; La nueva utopía  (novela imaginaria); El colectivismo: sus fundamentos científicos; Organización, agitación, revolución y El crimen de Chicago.

### Regreso a Galicia
En 1895 regresó a Vigo, acogiendo en 1896 en su casa a Josep Prat en su huida de la ciudad de Barcelona escapando de la represión imperante en la ciudad durante el proceso de Montjuic. Mella permaneció poco tiempo en Vigo, ya que fue llamado a Pontevedra en 1897 para colaborar con el tendido del ferrocarril. En la capital de la provincia frecuentó a los redactores de La Unión Republicana y escribió para El Progreso de Madrid y El Corsario de La Coruña, donde denunció abundantemente los fusilamientos de anarquistas en Montjuic, iniciando su tarea de extender el anarquismo entre el campesinado gallego, inspirándose en su experiencia andaluza. Al mismo tiempo colaboró en los periódicos La Revista Blanca, La Anarquía y La Idea Libre de Madrid, El Despertar de Nueva York; en las revistas Ciencia Social, de Barcelona y Buenos Aires; en La Questione Sociale de Buenos Aires y L'Humanite Nouvelle de París. De esta época es también su libro Lombroso y los anarquistas (Barcelona, 1896), en donde critica las teorías antropológicas del escritor italiano; Los sucesos de Jerez (Barcelona, 1893); La barbarie gubernamental en España (Brooklyn, 1897); La ley del número (Vigo, 1899); La cooperación libre y los sistemas de comunidad, memoria que llevó, en septiembre de 1900, al Congreso Revolucionario Internacional de París; Del amor, modo de acción y finalidad social (Barcelona, 1900); Táctica socialista (Madrid, 1900) y La coacción moral (1901).

### Asturias
Su trabajo de topógrafo le llevó posteriormente a Asturias, donde empezó un período de silencio ante las grandes divisiones surgidas en la época en el seno del anarquismo. No obstante, dejó huella de su paso por aquellas tierras, a través de Pedro Sierra, su primer biógrafo y de Eleuterio Quintanilla, con el que fundó el periódico Acción Libertaria. De él se dijo en este tiempo que sus silencios hablaban más que sus palabras.[cita requerida]

### Regreso a Vigo
A raíz de los sucesos de la semana trágica de 1909, estuvo en contacto permanente con el presidente del Ateneu Enciclopèdic Popular de Barcelona, Josep Maria de Sucre, y volvió a la tribuna periodística, esta vez a través de las páginas de Acción Libertaria de Gijón y Vigo y El Libertario donde, según Pedro Sierra, está «lo mejor que produjo con su pluma». Es también en este año, cuando regresó a Vigo, donde se vio ligado a la construcción de la red de los tranvías eléctricos, de los que, a su finalización, es nombrado Director-gerente.
Desde este momento y hasta su muerte el 7 de agosto de 1925 abandonó la militancia activa y las colaboraciones en prensa, dedicándose en exclusiva a las labores de su cargo; aunque en 1911 acudiría en representación de Asturias al primer congreso de la Confederación Nacional del Trabajo. Su entierro constituyó un homenaje a su vida de callada lucha, parando los tranvías y toda la ciudad de Vigo, en la más grande demostración de dolor que se vio en la época. Está enterrado en el cementerio de Pereiró, en un mausoleo construido por cuestación pública del célebre escultor Francisco Asorey.
Escribió más de treinta ensayos a lo largo de su vida. Algunos de sus escritos recibieron premios internacionales y fueron traducidos al italiano, holandés, portugués, inglés y francés. Colaboró con múltiples publicaciones y periódicos de otros países, como La Protesta de Argentina.
El peso del anarcosindicalismo de la CNT de los primeros años (principios del siglo XX) procedía de sus tesis, en las que se reflejaban e ilustraban los siguientes preceptos básicos:
1. Todos los hombres tienen necesidad de desarrollo físico y mental en grado y forma indeterminada.
2. Todos los hombres tienen el derecho de satisfacer libremente esta necesidad de desarrollo.
3. Todos los hombres pueden satisfacerla por medio de la cooperación o comunidad voluntaria.

## Obra